# Kábszer (film)
A Kábszer vagy Dope – Eksztázisban (eredeti cím: Dope) 2015-ben bemutatott amerikai vígjáték filmdráma, amelyet Rick Famuyiwa írt és rendezett. A főbb szerepekben Shameik Moore, Tony Revolori, Kiersey Clemons, Kimberly Elise, Chanel Iman, Tyga, Blake Anderson, Zoë Kravitz és ASAP Rocky látható. A film vezető producere Pharrell Williams, társproducere Sean Combs volt.
Világpremierje a 2015-ös Sundance Filmfesztiválon volt 2015. január 24-én a Utah állambeli Park Cityben, Észak-Amerikában június 19-én mutatta be az Open Road Films. Szeptember 4-én, a munka ünnepének hétvégéjén újra bemutatták. Általánosságban pozitív visszajelzéseket kapott a kritikusoktól.

## Cselekmény

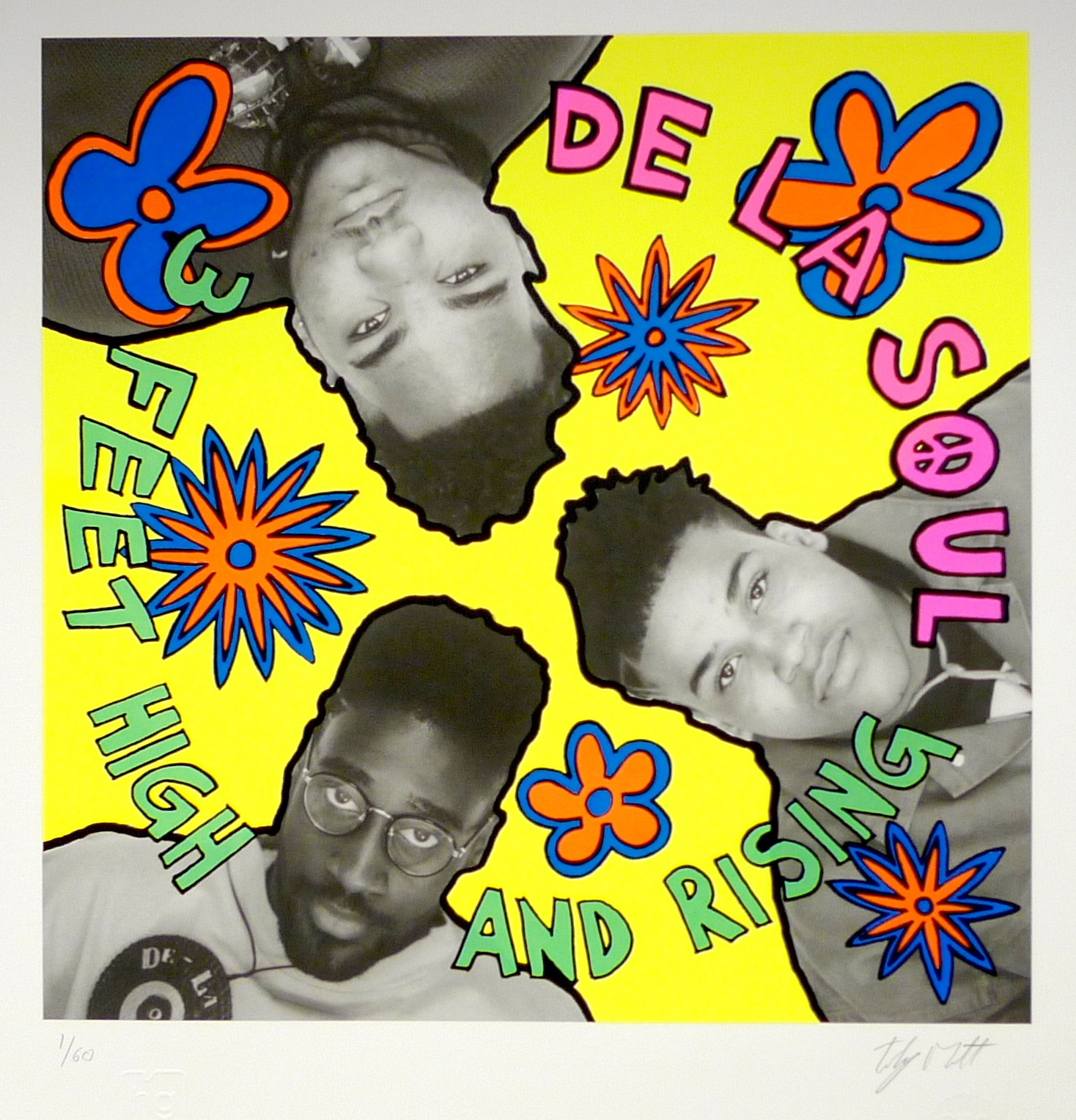
Malcolm szobája falán lévő De La Soul-poszter

Az intelligens afroamerikai Malcolm a kaliforniai Inglewood egyik legkeményebb negyedében él, ahol mindenütt gengszterek és drogdílerek garázdálkodnak. Malcolm itt kívülállónak számít, és visszahúzódik a múlt jobbnak tűnő világába. Malcolmnak redőzött frizurája van, régi hip-hop zenét hallgat, vintage ruhákat visel, és BMX-biciklivel közlekedik. A fiú egészen különleges módon rendezte be a gyerekszobáját. Úgy tűnik, mintha a kilencvenes éveknek még mindig nem lenne vége. A szobája falán Eazy-E és De La Soul poszterek lógnak, a padló pedig tele van halmozva Super Nintendo játékokkal és videokazettákkal. Nagy álma azonban az, hogy az elit Harvard Egyetemen tanulhasson, de még mindig az érettségi előtt áll.
Egy este Malcolm és legjobb barátai, a hozzá hasonló stréber Jib és a leszbikus Diggy, elmennek egy underground buliba, amelyet a drogdíler Dom rendez. Malcolm reméli, hogy közelebb kerülhet a csinos Nakiához, aki valamivel idősebb nála, és egyben Dom barátnője is. A bulin azonban rendőrségi razzia történik, ezért Dom több kiló ecstasy-t rejt el Malcolm hátizsákjában. Annak érdekében, hogy ne bosszantsa fel a szintén díler Austin Jacobyt, akinek Malcolm harvardi jelentkezését kellene elbírálnia, Malcolm váratlanul nehéz feladat elé kerül, ugyanis a drogot haszonnal kell eladnia. Egy fordulatos veszekedés veszi kezdetét a fiú és barátai között, amelynek során Malcolm először kerül összetűzésbe a törvénnyel. Egy számítógépes kocka barátja segítségével modern terjesztési csatornát fejlesztenek ki. Ő és barátai az iskolai laboratóriumukban csomagolják az ecstasyt, és az interneten keresztül küldik el. A fizetés bitcoinban történik. A stréberből fiatalember válik, aki lassan felfedezi önmagát. A három barát eddigi iskolai hírneve is rendkívül jót tesz az üzletnek. Az iskola kapujánál a biztonsági őr átengedi őket, amikor a fémdetektor csipog, vagy a drogkereső kutya rájuk csap, mert senki sem gyanítja, hogy az ártatlan strébereknek bármi közük lehet a bandabűnözéshez.

## Szereplők
| Szerep                    | Színész              | Magyar hang      |
| ------------------------- | -------------------- | ---------------- |
| Malcolm Adekanbi          | Shameik Moore        | Penke Bence      |
| James "Jib" Caldones      | Tony Revolori        | Timon Barnabás   |
| Cassandra "Diggy" Andrews | Kiersey Clemons      | Lamboni Anna     |
| Lisa Hayes                | Kimberly Elise       | Tarr Judit       |
| Lily Jacoby               | Chanel Iman          | Berkes Boglárka  |
| Will Sherwood             | Blake Anderson       | Markovics Tamás  |
| Nakia                     | Zoë Kravitz          | Czető Zsanett    |
| Dom                       | ASAP Rocky           | Jakab Márk       |
| Marquis "Bug"             | LaKeith Stanfield    | Hamvas Dániel    |
| Councilman Blackmon       | Rick Fox             | Bolla Róbert     |
| Hang                      | Amin Joseph          | Schneider Zoltán |
| De'Andre                  | Tyga                 | Czető Roland     |
| Austin Jacoby             | Roger Guenveur Smith | Makranczi Zalán  |
| Stacey                    | De’Aundre Bonds      | Péter Richárd    |
| Jaleel Jacoby             | Quincy Brown         | Gacsal Ádám      |
| Micheal Fidel             | Kap G                | Szabó Máté       |
| Dom' haverja              | Vince Staples        | Baráth István    |
| rapper                    | Casey Veggies        |                  |
| Proctor                   | Wyking Jones         |                  |
| Narrátor (hangja)         | Forest Whitaker      | Kálid Artúr      |

### Magyar változat
- Főcím: Bozai József
- Magyar szöveg: Blahut Viktor
- Hangmérnök: Kiss István
- Vágó: José Lattes
- Gyártásvezető: Fehér József
- Szinkronrendező: Dóczi Orsolya

A szinkront a Mafilm Audio Kft. készítette el.

## Bemutató
A film a 2015-ös Sundance Filmfesztivál U.S. Dramatic Competition kategóriájában debütált, a fesztivál 2015. január 22-én kezdődött Park Cityben. A film iránt legalább hat produkciós cég és filmstúdió érdeklődött, köztük a The Weinstein Company, az A24, a Fox Searchlight, a Focus Features, a Lionsgate és a Relativity Media. Végül a film forgalmazási jogait 7 millió dollárért, valamint további 20 millió dollár marketing- és promóciós költség fedezetével az Open Road Films (az amerikai forgalmazó) és a Sony Pictures (a nemzetközi forgalmazó) vásárolta meg. A filmet beválogatták a 2015-ös cannes-i fesztivál Rendezők Kéthete szekciójának zárófilmjeként. Az Egyesült Államokban 2015. június 19-én mutatták be. 2015 szeptemberében a film részt vett a Deauville-i Amerikai Filmfesztiválon, ahol elnyerte a közönségdíjat.

## Fogadtatás

### Bevételi adatok
A Dope 6,1 millió dolláros bevételt hozott a nyitóhétvégén, ezzel az 5. helyen végzett a Jurassic World (106,6 millió dollár), az Agymanók (90,4 millió dollár), A kém (11,2 millió dollár) és a Törésvonal (8,7 millió dollár) mögött. A mozikban való bemutatás végén világszerte alig 18 millió dolláros összbevételt ért el.

### Kritikai visszhang
A Kábszer általánosságban pozitív véleményeket kapott a kritikusoktól. A Rotten Tomatoes weboldalon a film 88%-os értékelést kapott 161 kritika alapján, az átlagos értékelése 7,3 pont 10-ből. Az oldal szöveges összefoglalója szerint: „Shameik Moore lenyűgöző alakításával és Rick Famuyiwa író-rendező üdítően eredeti megközelítésével a Kábszer okos, tanulságos szórakozást nyújt.” A Metacritic oldalán 100-ból 72 pontot kapott (37 kritika alapján), ami „általánosságban kedvező” értékelést jelent. A CinemaScore által megkérdezett közönség „A-” osztályzatot adott a filmre.
A The Guardian az ötből öt csillagot adott a filmnek, és az egész stábot „forradalminak” nevezte. Az IGN a 10-ből 7 pontot adott, mondván: „Vígjáték, romantika, dráma és bűnügyek dörzsölik egymás vállát a szórakoztató coming-of-age filmben.”
Björn Sonnenberg-Schrank tinifilmes szerint: „A Kábszer fontos kortárs hozzájárulás a tinifilmek kánonjához, mivel a szövegek többsége fehér középosztálybeli perspektívát képvisel, korlátozott és gyakran nyíltan sztereotip eltérésekkel a nemek, a szexualitás, a társadalmi osztály vagy az etnikum tekintetében (a nem fehér vagy nem amerikai karakterek rosszul kezelt ábrázolása) a Tizenhat szál gyertya Long Duk Dongjától kezdve a szükségtelenül kiabáló afroamerikai társakig, akiket csak szlogenek hangoztatására redukáltak.”